# Rašeliniště u Polínek
Rašeliniště u Polínek je přírodní rezervace v katastrálním území Polínka poblíž obce Krsy v okrese Plzeň-sever. Oblast spravuje Agentura ochrany přírody a krajiny ČR. Důvodem ochrany je přechodové rašeliniště s výskytem chráněných a ohrožených druhů rostlin a živočichů.

## Galerie

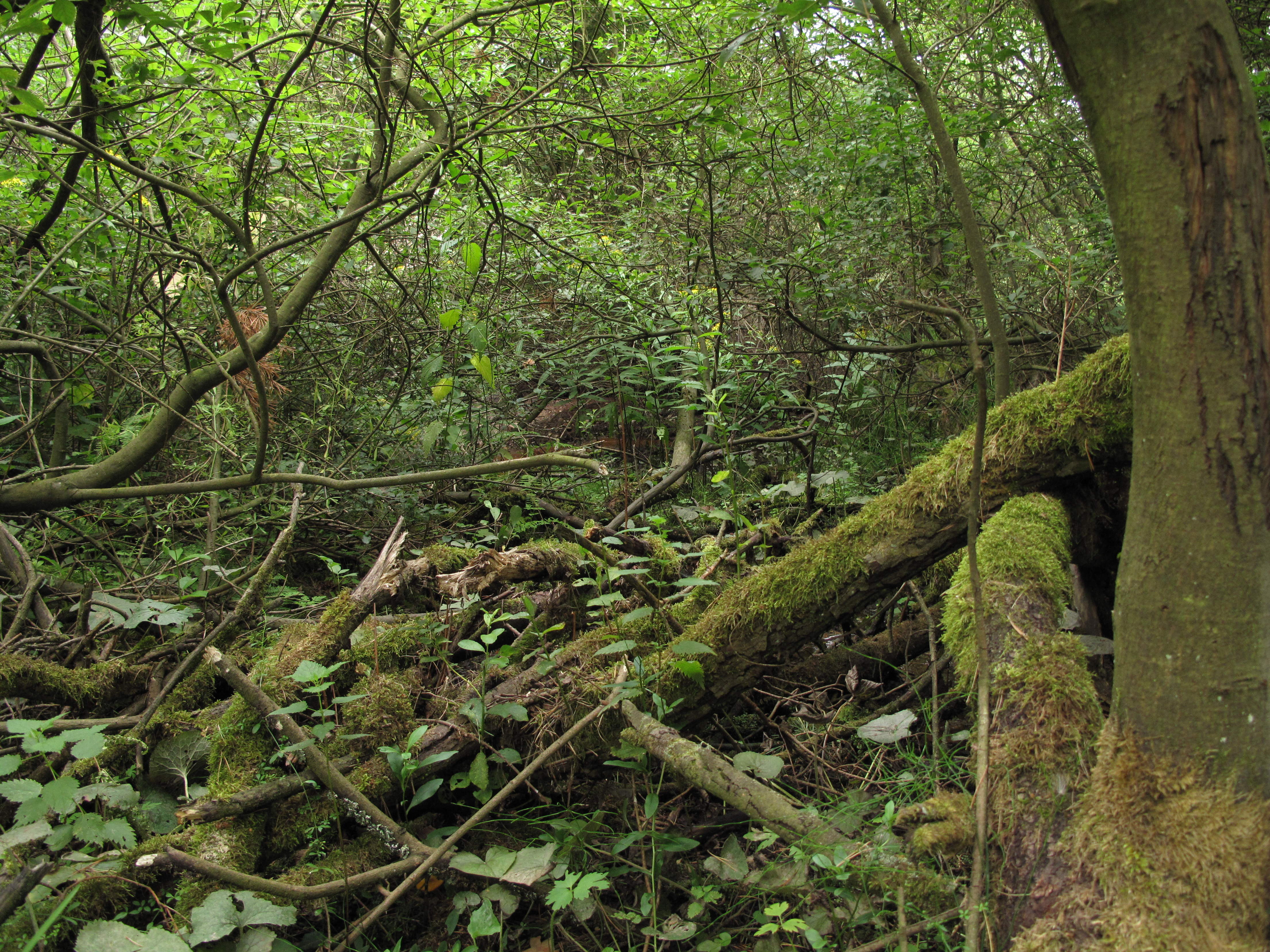
Křoví
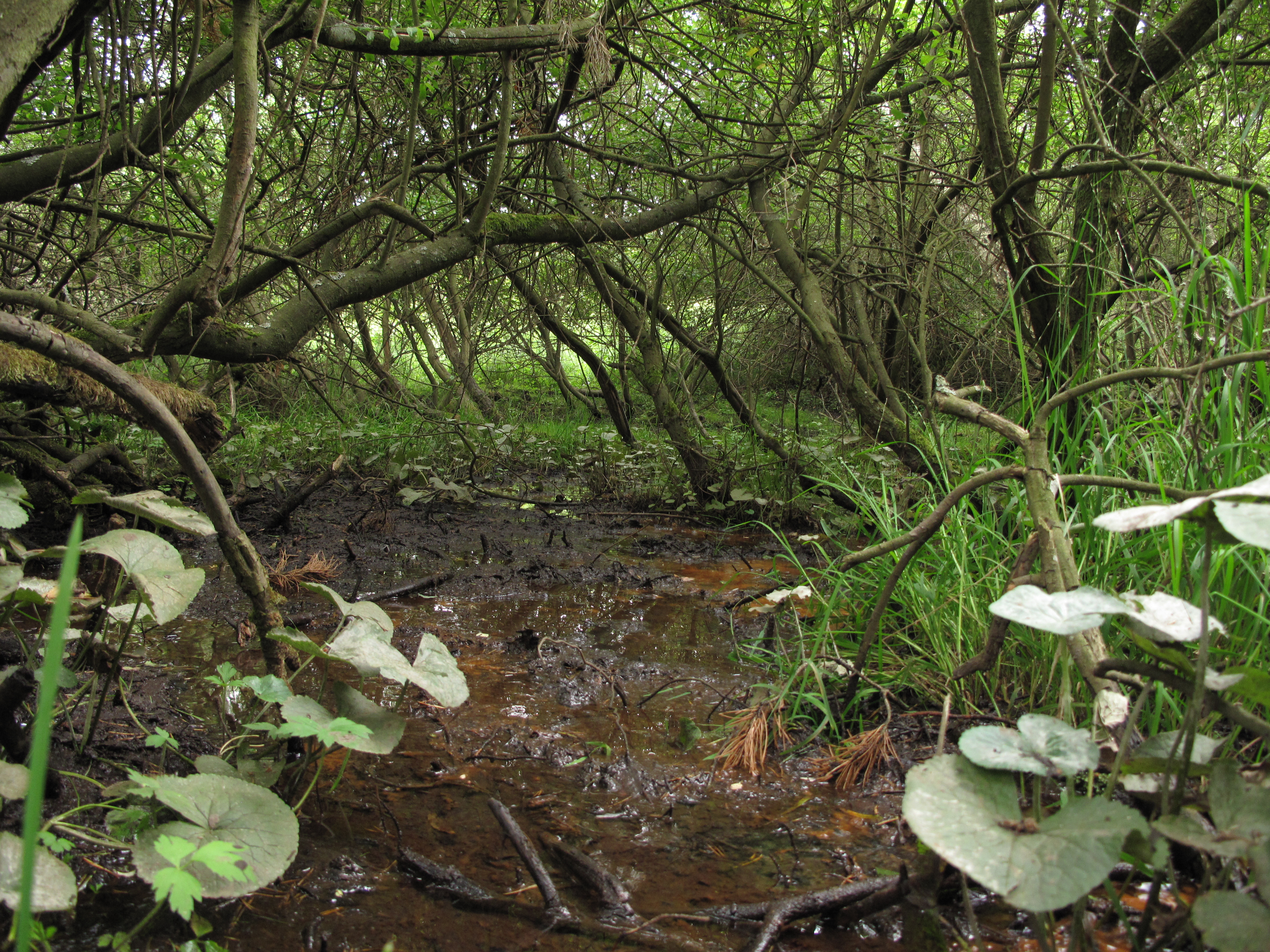
Bahno v křoví
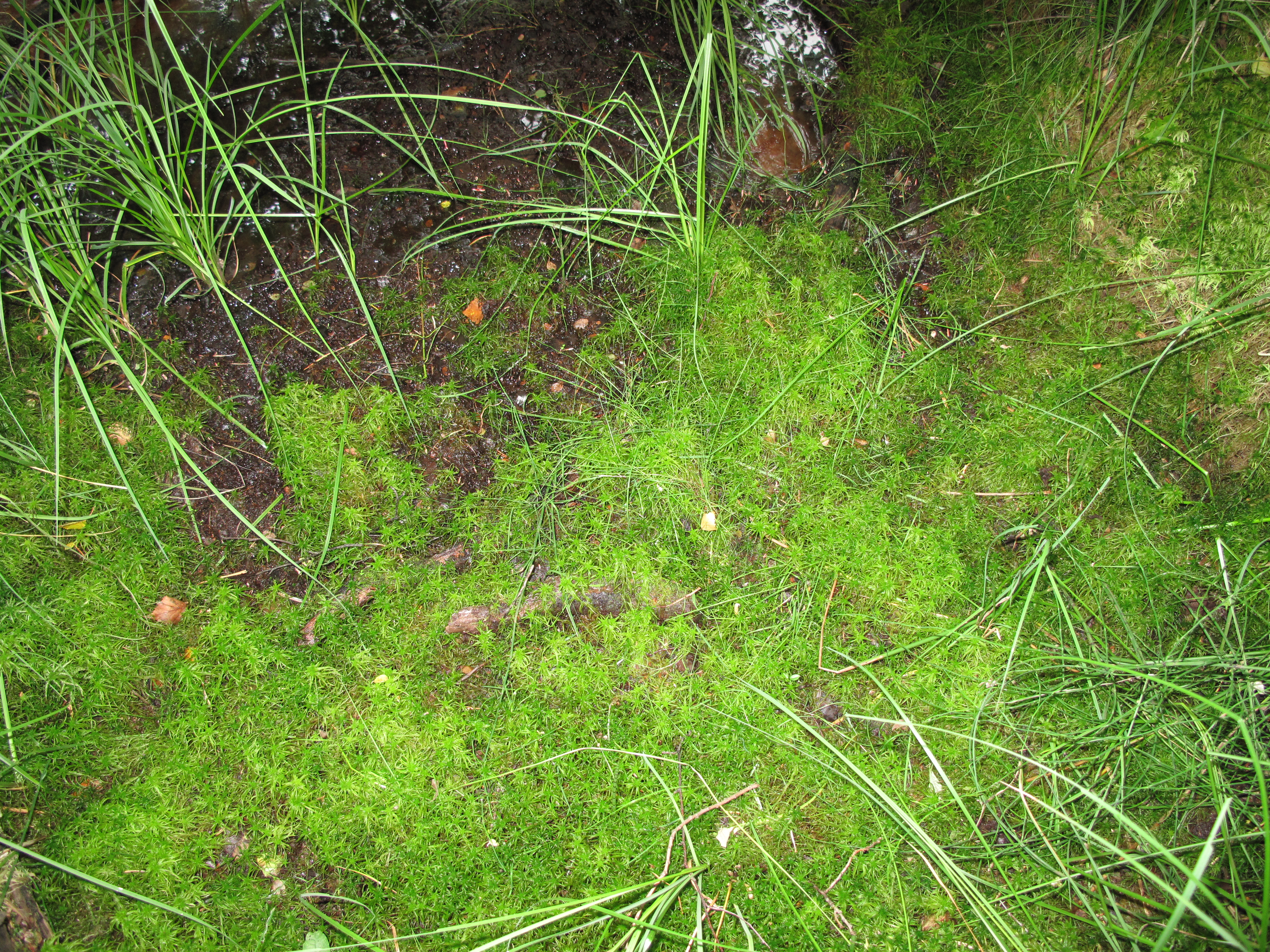
Rašeliník
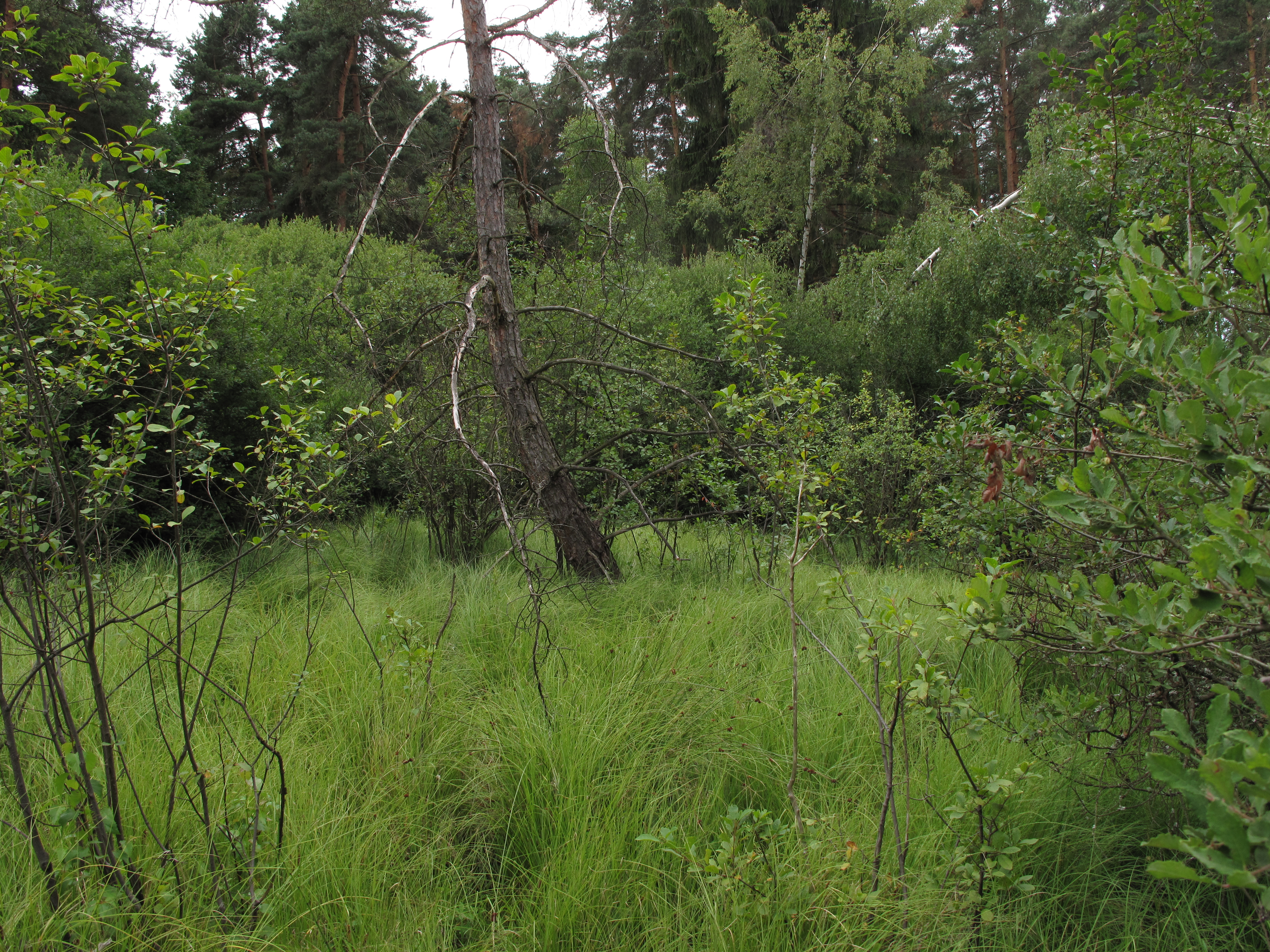
Rašeliniště se stromy